# آروانی‌ها
آروانی‌ها (یونانی: Αρβανίτες) گروهی دوزبانه از مردم در یونان هستند که سنتاً هم به آروانیتیکا (گویشی از زبان آلبانیایی) و هم به زبان یونانی سخن می‌گویند. جمعیت آروانی‌ها بین ۵۰ هزار تا ۲۰۰ هزار نفر برآورد می‌شود.
آروانی‌ها در اواخر سده‌های میانه در یونان سکونت گزیدند و تا قرن نوزدهم، عنصر غالب جمعیتی در برخی از مناطق پلوپونز و آتیک بودند. در پی روند طولانی‌مدت ادغام در زبان و فرهنگ یونانی، آروانی‌ها امروزه قومیت خود را یونانی می‌دانند و احساس تعلقی به آلبانی ندارند.
گویش آروانیتیکا نیز به دلیل تغییرات زبانی به سمت یونانی و مهاجرت داخلی در مقیاس بزرگ به شهرها در حال زوال است.